# Tętnica jądrowa

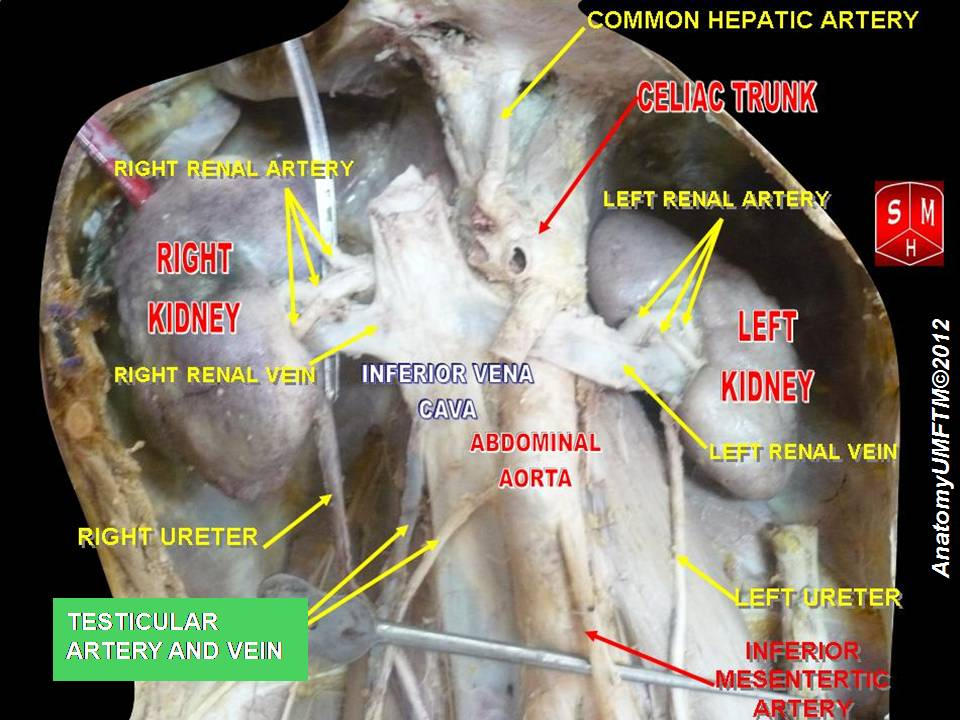
Tętnica i żyła jądrowa prawa (oznaczone zielonym prostokątem)

Tętnica jądrowa (łac. arteria testicularis) – w anatomii człowieka tętnica występująca u mężczyzn, należąca do parzystych gałęzi trzewnych aorty brzusznej. Jej odpowiednikiem u kobiet jest tętnica jajnikowa. Oba te naczynia dawniej określano jako tętnice nasienne wewnętrzne (arteriae spermaticae internae).
Tętnica jądrowa rozpoczyna się jako cienka gałąź zazwyczaj na bocznym obwodzie aorty na poziomie kręgu L2 (rzadziej L3), w jej początku zdarzają się jednak odmienności. Często odchodzi ona od tętnicy nerkowej, rzadziej od tętnicy nadnerczowej środkowej lub tętnicy biodrowej wewnętrznej. Prawa i lewa tętnica jądrowa mogą też odchodzić wspólnym pniem. Stosunkowo często występują tętnice nadliczbowe (w początkowych fazach rozwoju gonady są zaopatrywane przez 2 do 5 par tętnic). Następnie tętnica jądrowa biegnie skośnie w dół i bocznie w przestrzeni zaotrzewnowej po mięśniu lędźwiowym większym. Prawa znajduje się najczęściej między leżącą ku tyłowi (rzadko ku przodowi) od niej żyłą główną dolną, a leżącą ku przodowi częścią dolną dwunastnicy, zaś lewa za górną częścią okrężnicy esowatej. Następnie obie krzyżują moczowód biegnąc do przodu od niego i przechodząc z jego strony przyśrodkowej na boczną. Tętnica jądrowa biegnie również do przodu od nerwu płciowo-udowego, a następnie do przodu od tętnicy biodrowej zewnętrznej. Dalej dochodzi do pierścienia pachwinowego głębokiego, gdzie wchodzi w skład powrózka nasiennego, w którym oplata ją żylny splot wiciowaty. Wraz z powrózkiem nasiennym tętnica zstępuje do moszny.
Gałęzie tętnicy jądrowej:
- boczne:
  - do łuku tętniczego okołonerkowego
  - gałęzie moczowodowe (rami ureterici)
  - do pobliskiej tkanki łącznej i węzłów chłonnych
- końcowe – powstają w pobliżu górnego bieguna jądra. Większość z nich wnika przez błonę białawą i zaopatruje jądro, a kilka z nich zaopatruje najądrze (zespalają się z gałązkami tętnicy nasieniowodu).

Gałęzie tętnicy jądrowej zespalają się z gałązkami:
- tętnicy nasieniowodu
- tętnicy mięśnia dźwigacza jądra
- tętnic tworzących łuk tętniczy okołonerkowy.